# Chiesa di Santa Maria del Lago
La chiesa di Santa Maria del Lago di Ascoli Piceno si eleva accorpata nel mezzo della struttura del complesso di forte Malatesta, nei pressi di Ponte Maggiore.
L'edificio religioso, attualmente sconsacrato, fu unito al resto della fabbrica da Sangallo il giovane, nell'anno 1543, quando questi progettò e ricostruì l'intera fortificazione con lo scopo di fondere insieme e riutilizzare tutti i resti delle costruzioni sorte in epoche precedenti.

## Storia
Lo storico Francesco Antonio Marcucci, abate ascolano, scrive che la chiesa, fu eretta, nel 1502, per volere del frate eremita Cola da Tursi, ”arbitro dei Buoni e terror dei Cattivi”, dimorante in città. Il religioso apparteneva all'Ordine di San Giovanni Battista e predicava nella chiesa della Torretta nei pressi di Lisciano, paese vicino ad Ascoli.
Al frate era stata assegnata una porzione della rocca in rovina, più precisamente la nicchia del sito dove vi furono le terme del Lago di epoca romana.
Qui fece costruire la chiesa poligonale che dedicò alla Vergine chiamandola Santa Maria del Lago. Il giorno 8 settembre 1502, fra Cola celebrò la solenne inaugurazione alla presenza di monsignor Giacomo Alberini, governatore di Ascoli inviato dal papa Alessandro IV, alcuni ufficiali di primo rango del re Ferdinando II, delegati del Senato e molti cittadini.
Al suo interno pose il dipinto che ritraeva l'immagine della Madonna del Lago, ritenuto molto miracoloso dai devoti ascolani e spostato nel monastero cittadino di Sant'Egidio dopo l'intervento di Sangallo.
I primi lavori furono eseguiti dai maestri lombardi Giovanni e Domenico di Antonio da Pavia e si conclusero nel 1509.
Le opere esterne del cornicione e della balaustra furono ultimati negli anni tra il 1516 ed il 1517, come riportato da Giuseppe Fabiani nella sintesi degli atti delle quietanze dei maestri lombardi Giovanni del fu Mattioli, detto Sellarolo, Silvestro di Giovanni e Matteo di Giovanni che, con la loro opera, parteciparono alla realizzazione dell'edificio.
Il 12 maggio 1516 ed il 5 maggio 1517 i lapicidi ricevono compensi pari a venti ducati per ogni facciata della costruzione cui avevano aggiunto: “il cornicione di travertino sostenuto da beccatelli con balaustra e fregio al di sopra”.

## Architettura

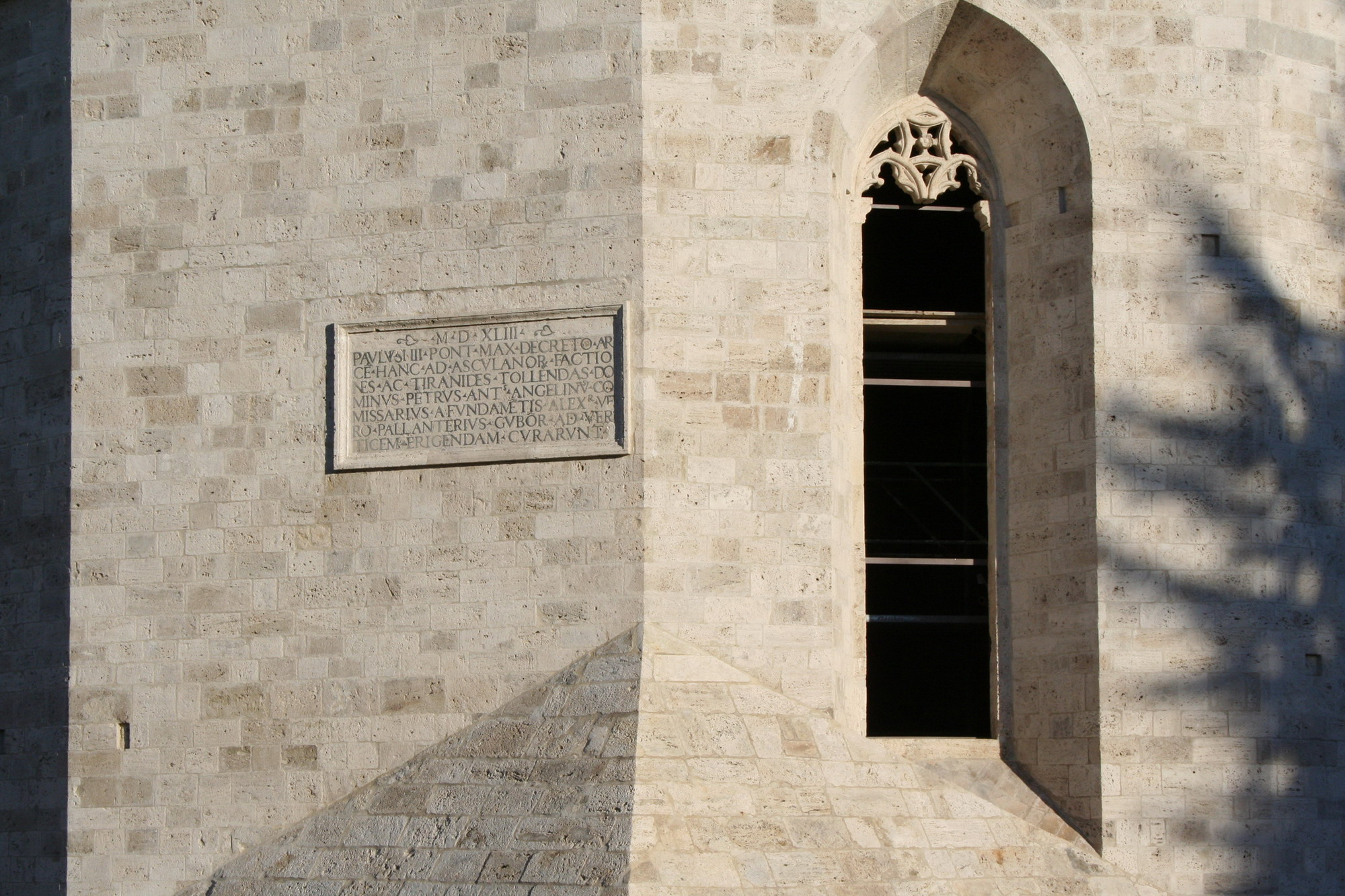
finestra della chiesa e lapide del 1543 posta dal commissario Angelini

La chiesa si sviluppa da una pianta poligonale racchiusa tra spesse mura di conci squadrati di travertino a murazione liscia con copertura a cupola.
Spicca la sua elegante balaustra esterna, anch'essa in travertino, realizzata dai maestri lombardi che la aggiunsero e completarono negli anni tra il 1515 e il 1517.
L'interno è costituito da un'ampia aula rischiarata dalla luce che entra da quattro finestroni ad archi acuti doppiamente strombati con bifore a ghiera trilobata.
Di particolare pregio e bellezza sono le 2 porte rinascimentali.
Quella attribuita, da Giuseppe Fabiani ed altri, a Bernardino da Carona, lapicida operante in Ascoli nel 1400, reca scolpita sull'architrave la Madonna in adorazione con Bambino che campeggia all'interno di una corona di alloro sostenuta da due angeli in volo.
Altri decori arricchiscono la cornice e la ghiera quali palmette, ovoli, delfini a code incrociate e conchiglie. Tra cornice ed architrave si legge scolpita la scritta: “TESAURUS ABSCONDITUS EST IN HOC LOCO”, "in questo luogo è nascosto un tesoro".